# Паньков, Кирилл Дмитриевич
Кири́лл Дми́триевич Панько́в (род. в 1995 году, Ташкент, Узбекистан) — узбекский пловец-паралимпиец, член сборной Узбекистана. Серебряный призёр Летних Паралимпийских игр 2016, участник Летних Паралимпийских игр 2012, победитель и призёр Летних Параазиатских игр.

## Карьера
С десяти лет начал заниматься плаванием в Ташкенте под руководством отца Дмитрия Панькова. С 2012 года принимает участие на международных соревнованиях в составе паралимпийской сборной Узбекистана по плаванию. В 2012 году принимал участие на Летних Паралимпийских играх в Лондоне (Великобритания), где занял шестое место в заплыве на 100 метровке баттерфляем S13, а также установил рекорд Азии.
В 2014 году на Летних Параазиастких играх в Инчхоне (Республика Корея) выиграл четыре золотые медали на дистанциях 50 метров в/с S13, на 100 метровке в/с S13, на 100 метрах на спине S13 и на 200 метрах комплексом S13. В 2016 году на Летних Паралимпийских играх в Рио-де-Жанейро (Бразилия) выиграл серебряную медаль на дистанции 100 метров баттерфляем в категории S13. В этом же году указом президента Узбекистана Шавката Мирзиёева награждён званием «Заслуженный спортсмен Республики Узбекистан».
В 2018 году на Летних Параазиастких играх в Джакарте (Индонезия) занял первое место на дистанции 100 метров на спине в категории S13 и завоевал серебряную медаль на дистанции 100 метров баттерфляем S13. В 2019 году на Чемпионате мира по паралимпийскому плаванию в Лондоне (Великобритания) в заплыве на дистанции 100 метров брассом и баттерфляем занял пятое место.

## Биография
Кирилл родился в Ташкенте. Проблемы со зрением у него с детства. В 2011 году переехал с семьёй в Мурманск (Россия), а на следующий год в город Кола. После окончания школы поступил в Университет имени Лесгафта в Санкт-Петербурге.

## Награды
- Заслуженный спортсмен Республики Узбекистан (2016)
- Мастер спорта России (2019)[14]